# HeroQuest (відеогра)
HeroQuest (укр. ХіроКвест, букв. укр. Геройський Квест) — багатоплатформова рольова і стратегічна відеогра, розроблена та видана британською компанією Gremlin Interactive та заснована на настільній грі HeroQuest.
Сиквел, HeroQuest II: Legacy of Sorasil, був випущений у 1994 для Amiga 1200 та Amiga CD32.
Порт гри для NES перебував у розробці, але, був скасований. Відомо, що існують дампи принаймні двох прототипів, NTSC і PAL, причому версія PAL є найповнішою.

## Ігровий процес
Гравець управляє чотирма персонажами: варвар (англ. barbarian), гном (англ. dwarf), ельф (англ. elf) та чарівник (англ. wizard). Мета гри — виконати чотирнадцять місій в лабіринтах, борючись з ворогами й збираючи різні скарби. У нагороду персонажі отримують гроші, на які можна купувати зброю та заклинання. Нова місія стає доступною після проходження попередньої. У версії для ZX Spectrum персонажів звуть Sigmar (варвар), Ladril (ельф), Grugni (гном) та Zoltan (чарівник). У версії для Amiga імена гнома та чарівника були дещо іншими: Grungi та Zoltar.

## Сприйняття
The One дав версії HeroQuest на Amiga загальну оцінку 91 %, висловлюючи, що вона «здебільшого» правдиво відтворює настільну версію, але є «надмірно спрощеною» в деяких областях, і стверджуючи, що «це надмірне спрощення в основному проявляється у боях: більше відчуття причетності викликало б навіть найпростіші доповнення, такі як кидання кубиків [sic]. На сьогодні бої є досить м'якими й діють більше як тимчасова, ніж основна перешкода для хвилювання». The One також критикує «мінімальну» анімацію HeroQuest, але стверджує, що, окрім цих невдоволень, HeroQuest вдалося «взяти всі елементи з настільної гри та переконливо перетворити їх у відеогру з високим рівнем ігрової якості», а також назвавши її «Відмінне перетворення і без того приємної настільної гри».

### Нагороди
- Commodore Format
  - Липень 1993 (Випуск 34) — Сучасна класика: FRP & RPG
  - Листопад 1994 р. (Випуск 50) — № 39 у 50 найкращих ігор для Commodore 64 за всю історію
  - Жовтень 1995 (Випуск 61) — Десять найкращих ігор для Commodore 64 усіх часів

## Поклики
- Sweeney, Alex (December 1991 – January 1992). Ellingham, Les (ред.). Hero Quest and Return of the Witch Lord. New Atari User. № 53. England: Page 6. с. 67. Процитовано 1 січня 2021.
- Howarth, Damon (June–July 1993). Ellingham, Les (ред.). Quest or Crusade?. New Atari User. № 62. England: Page 6. с. 56—57. Процитовано 1 січня 2021.